# Билтен (1942 – 1943)
„Билтен“ (тоест Бюлетин) е нелегален вестник, орган на Главния щаб на така наречените Народо-освободителни партизански отряди в Македония, тогава под българско управление.
Вестникът е списван на македонски диалект и от него излизат общо два двойни броя – първият, септември-октомври 1942 година е печатан в Скопие, а вторият - в нелегалната печатница „Гоце Делчев“ в Дебърца. Вестникът отразява военно-политическото положение и акциите на партизанските отряди.